# X-mas
X-mas er en lagerøl pilsner brygget af Royal Unibrew og laven i både en hvid og blå udgave. Øllen sælges hvert år op til jul som en julebryg og frigives på J-dag. 

## Historie
Den hvide X-mas (Hvidgran) blev første gang brygget i 1968 af Thor-bryggeriet i Randers og var den første danske julebryg i guldølsklassen. Øllen var tiltænkt den jyske marked og kom først til salg på Sjælland i 1996. Den blå variant, Blågran, kom på markedet i 1993. Begge øl har siden 1999 været en del af Royal Unibrews "Royal-serie".
Selve udtrykket X-mas er en engelsk forkortelse af Christmas, der betyder jul.